# إيفون ديلكور
إيفون ديلكور (الاسم المستعار إيفون فيرشويرين)(8 مايو 1932 - 20 أغسطس 2024)، ممثلة بلجيكية. اشتهرت بلعب دور أدري في المسلسل التلفزيوني «De kolderbrigade» . كما كان لها أيضًا دور ضيف في المسلسل التلفزيوني De Collega's وفي فيلم 2008 موسكو، بلجيكا.
بعد زواجها الأول، تزوجت من المخرج المسرحي رومان ديكونينك. كما لعبوا معًا في المسرح.
توفيت ديلكور في 20 أغسطس 2024، عن عمر يناهز 92 عامًا.

## الروابط الخارجية
- إيفون ديلكور في قاعدة بيانات الأفلام على الإنترنت
- إيفون ديلكور التسجيلات من ديسكاغز.كوم